# Werkloosheidswet
De Werkloosheidswet of WW is een Nederlandse wet, en een werknemersverzekering die daarin wordt geregeld, die werkloze werknemers, met voldoende arbeidsverleden (voldoen aan de weken-eis) en beschikbaar voor arbeid, een werkloosheidsuitkering biedt.
De wet is oorspronkelijk ingevoerd in 1952 en heette toen de "Wachtgeld en Werkloosheidsverzekering" (WW).
De WW wordt tegenwoordig gefinancierd met de premies die uitsluitend door de werkgevers worden betaald aan het Algemeen Werkloosheidsfonds (Awf). De uitvoering geschiedt door het Uitvoeringsinstituut Werknemersverzekeringen (UWV). Eind 2023 had dit werkeloosheidsfonds 12 miljard te veel in kas.

## Geschiedenis
Onder leiding van het kabinet-Drees-Van Schaik werd de Wet van 9 september 1949 tot verplichte verzekering van werknemers tegen geldelijke gevolgen van onvrijwillige werkloosheid (Werkloosheidswet, Staatsblad J 423) aangenomen, waarna deze in 1952 in werking trad. De overheid en werknemers betaalden elk de helft van de premie. De hoogte van de uitkering werd 80% van het laatstverdiende loon met een maximumduur van een half jaar.
In 1964 trad de Wet Werkloosheidsvoorziening (WWV) in werking. Deze gaf voor de periode ná de initiële zes maanden twee jaar lang een uitkering van 75 procent van het laatstgenoten loon.
Per 1 januari 1987 is met de zogenaamde "stelselherziening sociale zekerheid" de Werkloosheidswet vervangen door een nieuwe wet met dezelfde naam. Aanvankelijk werd deze Nieuwe Werkloosheidswet (NWW) genoemd. De Wet Werkloosheidsvoorziening (WWV) die voorzag in een uitkering na afloop van de WW, is toen voor nieuwe gevallen afgeschaft. Onderscheiden werden de "kortdurende uitkering" met een duur van 6 maanden en een hoogte van 70% van het wettelijk minimumloon en een loongerelateerde uitkering. De maximale uitkeringsduur was vijf jaar. Na afloop van de loongerelateerde WW-uitkering had de werknemer bij voortdurende werkloosheid recht op een vervolguitkering ter hoogte van maximaal 70% van het wettelijk minimumloon. De duur van de vervolguitkering was twee jaar. Per 1 januari 2004 is de vervolguitkering weer afgeschaft.
Vanaf 1991 gold in sommige regelingen voor overheid en onderwijs een "WW-bodem", dat wil zeggen, in gevallen waarbij de WW gunstiger was gold die.
De Wet wijziging WW-stelsel die grotendeels in werking getreden is met ingang van 1 oktober 2006 heeft de maximale uitkeringsduur verkort naar 3 jaar en 2 maanden. De "kortdurende uitkering" werd vervangen door een loongerelateerde uitkering van drie maanden.
De WW wordt gefinancierd met de premies die sinds 2009 uitsluitend door de werkgevers worden betaald in de vorm van premie aan het sectorfonds en een premie aan het Algemene Werkloosheidsfonds (Awf).
Sinds 2020 betalen werkgevers de premies niet meer aan het sectorfonds maar uitsluitend aan het Algemene Werkloosheidsfonds (Awf) vanwege de Wet arbeidsmarkt in balans (WAB).
Per 1 januari 2012 is de WWV ingetrokken (er resteerde slechts de afhandeling van oude gevallen, vooral de invordering van oude schulden in verband met ten onrechte verstrekte WWV-uitkeringen; de meeste artikelen waren al eerder vervallen).

### Verhoging AOW leeftijd
Per 1 april 2012 is wegens het ingaan van de AOW-uitkering op de 65e verjaardag in plaats van de eerste dag van de betreffende maand de bepaling dat men geen recht heeft op WW-uitkering vanaf de eerste dag van de maand waarin men 65 jaar wordt vervangen door de bepaling dat men geen recht heeft op WW-uitkering vanaf de dag waarop men 65 jaar wordt.
Het Besluit aanpassing wetten inzake verhoging AOW-leeftijd wijzigde met de AOW-leeftijd samenhangende leeftijdsgrenzen in andere sociale zekerheidswetten zoals de WW, in eerste instantie via de delegatiebepaling. "65 jaar" werd per 1 januari 2013 telkens vervangen door "de pensioengerechtigde leeftijd, bedoeld in artikel 7a, eerste lid, van de Algemene Ouderdomswet".
Bij de WW, waar de uitkeringsduur afhangt van het arbeidsverleden, werd deze duur niet verlengd. Er zijn dus bijvoorbeeld mensen voor wie bij de oorspronkelijke AOW-leeftijd de AOW op de WW zou hebben aangesloten, maar door de hogere AOW-leeftijd de WW-duur afloopt nog voordat zij de AOW-leeftijd hebben bereikt.

### Plannen die niet doorgingen
Volgens het Begrotingsakkoord 2013 zouden werkgevers één maand WW per dienstjaar doorbelast krijgen van het UWV met een minimum van drie maanden voor contracten voor onbepaalde tijd, tot een maximum van zes maanden. Volgens het Regeerakkoord 2012 gaat dit niet door.

### Huidige discussie
Het CDA wil (maart 2021) de maximale duur van de WW verder terugbrengen naar 12 maanden, overeenkomstig de aanbeveling van de Commissie Regulering van Werk (commissie Borstlap) om de WW-uitkering hoog en kort te maken. Het krijgt zowel van andere regeringspartijen als van oppositiepartijen forse kritiek.

## Huidige wet

### Verzekerden
De artikelen 4 t/m 6 bepalen wie verzekerd zijn. In principe zijn dit personen in een dienstbetrekking. Als dienstbetrekking wordt echter mede beschouwd onder meer de arbeidsverhouding van de persoon die anders dan als zelfstandige (gedefinieerd als een persoon die voor de Wet inkomstenbelasting 2001 winst uit onderneming geniet) en anders dan als thuiswerker, op grond van een overeenkomst tot aanneming van werk als bedoeld in artikel 750 van Boek 7 van het Burgerlijk Wetboek, persoonlijk een werk tot stand brengt.
Als dienstbetrekking wordt niet beschouwd de arbeidsverhouding van de volgende personen:
- een minister, staatssecretaris, commissaris van de Koning, burgemeester, Nationale ombudsman, substituut-ombudsman, lid van gedeputeerde staten, wethouder, waaronder begrepen een lid van het dagelijks bestuur van een deelgemeente, voorzitter van een waterschap of de Rijksvertegenwoordiger voor de openbare lichamen Bonaire, Sint Eustatius en Saba
- iemand die doorgaans op minder dan vier dagen per week uitsluitend of nagenoeg uitsluitend diensten verricht ten behoeve van het huishouden van de natuurlijke persoon tot wie hij in dienstbetrekking staat
- een directeur-grootaandeelhouder
- een vrijwilliger als bedoeld in artikel 2, zesde lid, van de Wet op de loonbelasting 1964, die uitsluitend vergoedingen of verstrekkingen als bedoeld in dat lid ontvangt met een gezamenlijke waarde van ten hoogste € 170 per maand en € 1700 per kalenderjaar

Artikel 8 bepaalt dat een persoon wiens dienstbetrekking is geëindigd de hoedanigheid van werknemer behoudt voor zover hij geen werkzaamheden als ondernemer of overige niet-verzekeringsplichtige arbeid gaat verrichten.
Een persoon wiens werknemerschap is geëindigd doordat hij ondernemer werd herkrijgt als hij daarmee volledig stopt de hoedanigheid van werknemer indien het ondernemerschap korter heeft geduurd dan de totale toegekende uitkeringsduur, dan wel anderhalf jaar, indien die uitkeringsduur korter was.
Bij een persoon wiens werknemerschap is geëindigd doordat hij overige niet-verzekeringsplichtige arbeid is gaan verrichten is deze termijn maar zes maanden.

### Recht op WW
Artikel 16 bepaalt (vereenvoudigd weergegeven) dat werkloos is de werknemer die "zijn arbeidsuren per kalenderweek" (bij wisselende werktijden is dit het gemiddelde aantal arbeidsuren, GAA, in de 26 kalenderweken voorafgaande aan die kalenderweek, de GAA-periode) geheel of gedeeltelijk heeft verloren en beschikbaar is om arbeid te aanvaarden. De mate van werkloosheid wordt dan ook uitgedrukt in een aantal uren per week.
Er bestaat recht op WW als de aanvrager in de afgelopen 36 kalenderweken in ten minste 26 kalenderweken heeft gewerkt. Als dat zo is voldoet men aan de 'wekeneis'.
Om in aanmerking te komen voor een WW-uitkering mag de aanvrager niet verwijtbaar werkloos zijn geworden. Verwijtbaar werkloos is een persoon die zelf een baan heeft opgezegd (tenzij dit op basis van een sociaal plan is gebeurd), of als het gedrag dusdanig is geweest dat dit heeft geleid tot ontslag. Verwijtbaar werkloos is men in ieder geval als men op staande voet is ontslagen en dit ontslag is niet aangevochten of wel aangevochten en terecht beoordeeld door de kantonrechter. Andere gevallen van verwijtbare werkloosheid kunnen zijn:
- Het opzeggen van een vaste baan voor een tijdelijk contract, waarna de aanvrager vanuit het tijdelijke contract werkloos wordt, tenzij de aanvrager in de vaste betrekking sowieso werkloos zou zijn geworden;
- Zelf ontslag nemen zonder dat daar een acute noodzaak voor is. Gepest worden of het op andere wijze niet naar de zin hebben is geen acute noodzaak;
- Een ontslag niet aanvechten of aangeven het "er wel mee eens" te zijn.

De gevolgen zijn dat men pas weer een WW-uitkering zal kunnen ontvangen als er opnieuw WW-rechten zijn "opgebouwd". In de bezwaarprocedure zal in een hoorzitting het recht op WW nogmaals beoordeeld worden.
Artikel 19 bepaalt dat geen recht op uitkering heeft onder andere de werknemer die:
- een uitkering voor ziekte/arbeidsongeschiktheid ontvangt
- buiten Nederland woont of verblijf houdt anders dan wegens vakantie of voor het zoeken naar werk (binnen de EU)[6]
- niet rechtmatig in Nederland verblijf houdt
- rechtens zijn vrijheid is ontnomen
- zich onttrekt aan de tenuitvoerlegging van een vrijheidsstraf of vrijheidsbenemende maatregel
- de AOW-leeftijd heeft bereikt
- te lang vakantie geniet

Artikel 20 bepaalt sinds 1 juli 2015 dat het recht op uitkering eindigt:
c. met ingang van de eerste dag van de kalendermaand waarin de werknemer inkomen geniet dat meer dan 87,5% van het maandloon bedraagt.
Artikel 21 bepaalt dat als de omstandigheid die tot het eindigen heeft geleid heeft opgehouden te bestaan, het recht op uitkering onder bepaalde voorwaarden herleeft. De voorwaarden zijn onder andere:
- er ontstaat geen nieuw recht op WW
- de betrokkene is niet langer dan zes maanden niet beschikbaar geweest voor arbeid (anders dan wegens ziekte)

Stel dat iemand werk vindt en dan weer werkloos wordt en niet voldoet aan de wekeneis. Door het herleven wordt de einddatum van de uitkering later dan die eerst was, namelijk zoveel maanden opgeschoven als het werk geduurd heeft. In die zin leidt het vinden van werk niet tot nadeel.
Herleving is niet mogelijk voor een ondernemer die minder uren in zijn onderneming gaat werken, maar wel voor een ondernemer die helemaal stopt met zijn onderneming. Een deeltijdondernemer met daarnaast een deeltijduitkering kan dus niet een keer een week extra uren werken omdat het druk is, of hij iets extra's te doen heeft voor de onderneming. Indien voor degene die overige niet-verzekeringsplichtige arbeid verricht het aantal uren per week lager wordt is herleving wel mogelijk (zie ook onder).

### Duur van de WW-uitkering
Artikel 42, eerste lid bepaalt dat de uitkeringsduur drie maanden is, en ten hoogste 24 maanden.
De Wet werk en zekerheid heeft de maximale duur van de WW teruggebracht naar deze 24 maanden, de opbouw van de uitkeringsduur vertraagd, inkomensverrekening vanaf de eerste werkloosheidsdag geïntroduceerd en het begrip passende arbeid aangescherpt (zie ook elders op deze pagina).
Per cao kan er in aanvulling op de WW een aansluitende werkloosheidsregeling (PAWW) zijn, zie onder.
Artikel 42b bepaalt dat indien een WW-uitkering geheel of gedeeltelijk is geëindigd doordat men in dienstbetrekking is gaan werken, en vervolgens opnieuw werkloos wordt en nu wel aan de wekeneis maar niet aan de jareneis voldoet, men een nieuwe WW-uitkering krijgt met een duur van drie maanden plus de niet verbruikte duur van de verlenging van de oude uitkering, dus als van de oude uitkering minder dan drie maanden is verbruikt is de duur van de nieuwe uitkering gelijk aan die van de oude, en anders drie maanden plus de niet verbruikte duur van de oude uitkering. De einddatum van de uitkering is dus later dan die van de eerdere uitkering was. In die zin leidt het vinden van werk niet tot nadeel.
Bij ontslag in 2016 of later geldt het volgende. De uitkeringsduur wordt in eerste instantie bepaald op een maand per gewerkt jaar voor de eerste 10 jaar, maar in ieder geval voor alle gewerkte jaren vóór 2016, en vervolgens een halve maand per gewerkt jaar. Vervolgens wordt in aanmerking genomen dat het maximum 24 maanden is, met dien verstande dat bij werkloos worden in de periode 1 januari 2016 t/m 31 maart 2019 een overgangsregeling geldt. Als de in eerste instantie bepaalde uitkeringsduur meer is dan 24 maanden wordt de uitkeringsduur in maanden het aantal gewerkte jaren vóór 2016 met een maximum van 38, verminderd met het aantal kalenderkwartalen met ingang van 1 januari 2016 tot en met het kalenderkwartaal waarin men werkloos wordt, maar de uitkeringsduur blijft wel ten minste 24 maanden.
Stel dat iemand bij werkloos worden voldoet aan de jareneis, vervolgens werk vindt, en dan weer werkloos wordt en weer voldoet aan de jareneis. Hij krijgt dan WW met een maximale duur die korter kan zijn dan de vorige uitkering zou hebben gehad. De afname gaat met maximaal een maand per drie maanden. De einddatum van de uitkering is dus wel later dan die van de eerdere uitkering zou zijn geweest. In die zin leidt het vinden van werk ook in dit geval niet tot nadeel, ondanks de verkorting van de WW-duur.
Na afloop van de WW krijgt men eventueel een uitkering IOAW, IOW, of Participatiewet.

### Hoogte van de WW-uitkering
Voor de hoogte van de WW-uitkering wordt als dagloon beschouwd 1/261 deel van het loon dat de werknemer in de periode van één jaar, die eindigt op de laatste dag van het tweede aangiftetijdvak (vaak een kalendermaand) voorafgaande aan het aangiftetijdvak waarin het arbeidsurenverlies is ingetreden, verdiende, maar ten hoogste het maximum dagloon. Wanneer men in deeltijd heeft gewerkt, zit de deeltijdfactor dus verwerkt in het dagloon. De uitkering bedraagt per werkdag (op basis van 5 werkdagen per week) de eerste twee maanden 75% van het dagloon, daarna 70%.
Als men een deel van zijn arbeidsuren verliest, is de uitkering in principe evenredig minder. Ook wordt als men voor een deel van de uren weer werk heeft de uitkering berekend over de uren dat men nog werkloos is, onafhankelijk van het loon dat men met het nieuwe werk verdient. Er geldt echter de volgende uitzondering (art. 20, 1e lid onder f en 6e lid, met art. 35aa): na een jaar werkloosheid wordt bij een nieuw loon lager dan 125% van de uitkering (dit is een nieuw loon lager dan 87,5% van het loon waarop de uitkering is gebaseerd) niet het aantal uren gekort, maar 70% van het nieuwe loon ("inkomstenverrekening", "inkomstenaftrek"). Voorwaarde is wel dat de uitkeringsgerechtigde de afgelopen 3 maanden volledig werkloos is geweest.
Inmiddels is bij de berekening van de hoogte van de uitkering overgestapt van een systematiek van urenverrekening per kalenderweek naar inkomensverrekening per kalendermaand. De eerste twee maanden zal 75% van het inkomen en vervolgens 70% van het inkomen met de WW-uitkering worden verrekend. Voor de berekening van de hoogte van de uitkering worden het loon van alle banen in de referteperiode van 12 maanden meegeteld, en wordt de uitkering gekort voor nog voortdurende arbeidsinkomsten. Als het oude loon hoger was dan het maximum waarover de WW berekend wordt, worden nieuwe inkomsten slechts naar evenredigheid meegeteld bij de inkomensverrekening, dus als bijvoorbeeld het maximum waarover de WW berekend wordt 20% minder is dan het oude loon wordt slechts 75% of 70% van 80% van het nieuwe loon gekort op de uitkering.
Voor oude gevallen blijft de oude systematiek gelden, behalve als dit zou leiden tot samenloop van een oud WW-recht met een nieuw WW-recht, dan wordt het oude omgezet; dit is geregeld in het Besluit van 11 december 2014 tot het bepalen van het moment en de wijze van het omzetten van het dagloon van uitkeringsrechten gebaseerd op de Werkloosheidswet zoals deze gold voor inwerkingtreding van de Wet werk en zekerheid (Besluit conversie WW). Na verloop van tijd kunnen ook de resterende oude WW-rechten in nieuwe worden omgezet; dit zal in de toekomst worden geregeld in het Besluit restconversie WW.

### Tijdens de WW

#### Voorwaarden tijdens de uitkeringsperiode
Aan toegang tot de WW is een aantal voorwaarden gesteld, maar ook tijdens het ontvangen van de uitkering zal de werkloze, of uitkeringsgerechtigde, alles moeten doen om weer aan het werk te kunnen. Artikel 24, eerste lid, onderdeel b ten eerste bepaalt dat de werknemer voorkomt dat hij werkloos is of blijft, doordat hij in onvoldoende mate tracht passende arbeid te verkrijgen. De Richtlijn passende arbeid 2008 bepaalt dat na een jaar alle arbeid passend is. Inmiddels geldt het dat reeds na zes maanden alle arbeid als passend wordt aangemerkt, maar met een uitzondering: na zes maanden wordt niet als passend beschouwd arbeid op grond waarvan men niet als werknemer in de zin van de Werkloosheidswet wordt aangemerkt (niet-verzekeringsplichtige arbeid). Inmiddels wordt niet-verzekeringsplichtige arbeid na 6 maanden niet als passend aangemerkt. Een werkloze kan dan dus niet meer verplicht worden als zzp’er (zelfstandige zonder personeel) te gaan werken. Voor de eerste zes maanden wordt het begrip passende arbeid nog uitgewerkt in een amvb, het Besluit passende arbeid.
Artikel 25 bepaalt dat de werknemer verplicht is aan het UWV direct uit eigen beweging alle van belang zijnde feiten en omstandigheden mede te delen, behalve t.a.v. wat het UWV zelf van andere officiële instanties kan doorkrijgen. Artikel 27a bepaalde dat het UWV bij overtreding een bestuurlijke boete van ten hoogste € 2269 kan opleggen. Bij overtreding van de inlichtingenplicht in combinatie met een te veel ontvangen bedrag van meer dan € 35.000 moet het UWV proces-verbaal opmaken en de zaak doorgeleiden naar het Openbaar Ministerie. De Wet aanscherping handhaving en sanctiebeleid SZW-wetgeving heeft artikel 27a en verder aangescherpt.
Artikel 26, eerste lid, onderdeel d bepaalt dat de uitkeringsgerechtigde zich als werkzoekende bij het UWV moet laten registreren en die registratie steeds tijdig moet laten verlengen. Deze registratie vindt plaats bij het UWV WERKbedrijf. In het kader van de redesign van het WERKbedrijf vindt in de periode van drie en twaalf maanden na aanvang van de werkloosheid e-coaching plaats en in slechts een beperkt aantal gevallen face-to-facecontact. Uiterlijk een jaar na aanvang van de werkloosheid moet men zich inschrijven bij een uitzendbureau.

#### Sollicitatieplicht
Op basis van artikel 24, eerste lid, onderdeel b, ten eerste (de werknemer voorkomt dat hij werkloos is of blijft doordat hij in onvoldoende mate tracht passende arbeid te verkrijgen) geldt het Besluit sollicitatieplicht werknemers WW en IOW 2012, een regeling van het UWV zelf, als zelfstandig bestuursorgaan. De werknemer moet gemiddeld één keer per week een concrete verifieerbare sollicitatie-activiteit verrichten, tenzij iets anders met het UWV is afgesproken. Hoe langer men werkloos is, hoe minder kieskeurig men zal kunnen zijn. Het UWV beoordeelt of men zich genoeg heeft ingespannen.
De Regeling vrijstelling verplichtingen sociale zekerheidswetten bepaalt sinds 1 mei 2018 dat van de sollicitatieplicht is vrijgesteld de uitkeringsgerechtigde die de leeftijd heeft bereikt waarop hij binnen een jaar de pensioengerechtigde leeftijd bereikt, bedoeld in artikel 7a van de Algemene Ouderdomswet. Dat artikel bepaalt onder meer dat de pensioengerechtigde leeftijd in 2018 66 jaar is, en in 2019 66 jaar en vier maanden. Voor bijvoorbeeld iemands sollicitatieplicht op 17 augustus 2018 geldt de vrijstelling volgens de ene interpretatie als men dan 65 jaar of ouder is, en volgens de andere als men op 17 augustus 2019 66 jaar en vier maanden of ouder is, dus als men op 17 augustus 2018 65 jaar en vier maanden of ouder is.
Ook in sommige andere gevallen is er gehele of gedeeltelijke vrijstelling van de sollicitatieplicht te krijgen. Bijvoorbeeld bij mantelzorg of vrijwilligerswerk of bij het starten van een eigen bedrijf.
Indien er sprake is van onvoldoende inspanning, bedrog, of het anderszins niet naleven van de regels, kan de uitkering worden stopgezet of door het UWV worden verlaagd door daarop een maatregel toe te passen. Ook kan een boete worden opgelegd.

#### Starten als zelfstandige vanuit de WW
Artikel 77a bepaalt dat het UWV een uitkeringsgerechtigde toestemming kan verlenen om gedurende maximaal 6 maanden te werken als ondernemer ("verrichten van werkzaamheden in de uitoefening van een bedrijf of in de zelfstandige uitoefening van een beroep"), indien aannemelijk is dat hij in de toekomst met die werkzaamheden structureel in zijn bestaan kan voorzien. Hij behoudt zijn uitkering (en verbruikt dus uitkeringsduur), met dien verstande dat 70% van zijn inkomsten als zelfstandige op de uitkering wordt gekort (artikel 35aa). Dit heet de startersregeling, deze is in 2006 ingegaan. Het Inkomstenbesluit Werkloosheidswet bepaalt dat de inkomsten in de eerste 6 maanden worden gesteld op de helft van de inkomsten in de eerste 12 maanden. Daarbij worden de inkomsten in de maanden in het eerste kalenderjaar gesteld op de inkomsten in het hele eerste kalenderjaar, en de inkomsten in de maanden (van de 12) die in het tweede kalenderjaar vallen gesteld op een evenredig deel van de inkomsten in het hele tweede kalenderjaar. Een negatieve uitkomst wordt op nul gesteld. De inkomsten zijn de winst uit onderneming, vóór toepassing van de ondernemersaftrek en vóór aftrek van de MKB-winstvrijstelling. De definitieve berekening vindt plaats nadat de twee IB-aanslagen definitief zijn geworden, dit kan dus vrij lang na de betreffende periode zijn. De Wet van 20 december 2012 tot wijziging van verschillende wetten in verband met de vereenvoudiging van de uitvoering van deze wetten door het Uitvoeringsinstituut werknemersverzekeringen (Wet vereenvoudiging regelingen UWV) heeft de korting veranderd in 29% van de uitkering, onafhankelijk van zowel de verdiensten als de gewerkte uren.
Als na deze proefperiode de werkzaamheden worden voortgezet, of als de uitkeringsgerechtigde geen gebruik maakt van de proefperiode en werkzaamheden als ondernemer start, dan mag dit ook in deeltijd zijn, zodat het uitkeringsrecht alleen voor dat deel vervalt, en voor het overige deel doorloopt. Het aantal uren werkloosheid kan echter niet schommelen: als men bijvoorbeeld in de eerste week na de proefperiode 25 uur als zelfstandige werkt dan is men vanaf die week voor deze 25 uren geen werkloze werknemer meer, ook al werkt men in de week daarop bijvoorbeeld maar 15 uur. Als gewerkte uren tellen niet alleen de direct productieve uren mee (bijvoorbeeld declarabele uren, of anderszins uren waarin men direct voor een klant aan het werk is), maar ook de uren die worden besteed aan niet direct productieve activiteiten als het werven van opdrachten, het bijwerken van de eigen bedrijfsadministratie, het in een winkel of horecagelegenheid wachten op klanten, en het reizen tussen verschillende klanten of werkplekken. Sinds 2010 is er voor nieuwe gevallen wel een verschil: bij UWV hoeven de reisuren van de dagelijkse reis tussen de woning en de vaste plek van het bedrijf niet te worden opgegeven, maar voor de belasting tellen ze wel mee. Er geldt een herlevingstermijn gelijk aan de oorspronkelijke duur van de uitkering (maximaal 38 maanden) met een minimum van anderhalf jaar (zie echter ook de volgende paragraaf). De herlevingstermijn begint te lopen nadat het recht op uitkering (geheel of gedeeltelijk) is geëindigd, dus na de eventuele proefperiode van 6 maanden. Indien een bedrijf toch niet levensvatbaar blijkt te zijn, kan worden teruggevallen op de resterende WW-rechten, mits men in zijn geheel stopt met het bedrijf. De resterende uitkeringsduur is de oorspronkelijke, minus de voor aanvang van het werk als zelfstandige verbruikte, minus de proefperiode, en als de uitkering in deeltijd doorliep tevens minus die periode. Gedurende de resterende uitkeringsduur kan bij het opnieuw beginnen met een onderneming niet nogmaals van een proefperiode gebruikgemaakt worden. Wel geldt opnieuw de herlevingstermijn.
In 2010 bracht de Nationale Ombudsman na onderzoek uit eigen beweging het rapport zzp'ers met een valse start uit. In de voorgaande jaren hadden duizenden mensen die vanuit de WW zzp'er werden bij de belastingdienst was opgegeven dat het aantal gewerkte uren in het betreffende kalenderjaar 1225 of meer was (het urencriterium voor onder andere de zelfstandigenaftrek) terwijl bij het UWV bij elkaar een lager aantal uren was opgegeven. Dit werd gezien als fraude en leidde tot massale terugvorderingen en boetes, en soms strafrechtelijke vervolging, tot en met januari 2010 resulterend in circa 70 veroordelingen. De discrepantie was echter mede veroorzaakt door onduidelijkheden, verkeerde adviezen, en de moeilijke situatie van de betrokkenen. Een onduidelijkheid was dat niet alleen gefactureerde uren maar ook overige gewerkte uren meetellen, niet alleen voor de belastingdienst, maar ook voor de WW. De feitenverzameling richt zich primair op de periode van 2002 tot 2006, vóór juli 2006, toen de startersregeling werd ingevoerd. De discrepanties over de jaren 2004, 2005 en 2006 werden door UWV en belastingdienst in resp. 2007, 2008 en 2009 geconstateerd. Omdat bij een aangifte inkomstenbelasting alleen het totale aantal gewerkte uren in het kalenderjaar aan de orde is was het onderzoek beperkt tot wie in een kalenderjaar minstens 7 maanden WW had ontvangen.
Naar aanleiding van dit rapport gaf de overheid opdracht tot de herzieningsoperatie vanuit de WW gestarte zelfstandigen, ook genoemd project herbeoordeling ZZP-dossiers, waarbij rekening gehouden werd met de onduidelijke informatie over directe/indirecte uren. Van de 1906 ingediende herzieningsverzoeken zijn er 947 (49,7%) geheel of gedeeltelijk toegewezen. Bezwaarschriften tegen de beslissingen op herzieningsverzoeken worden behandeld door de adviescommissie Asscher-Vonk, deze adviseert UWV in de afhandeling ervan.

#### Verrichten van overige niet-verzekeringsplichtige arbeid vanuit de WW
Arbeid waarbij men niet verzekerd is voor de werknemersverzekeringen, maar waarbij men ook geen ondernemer is, wordt soms aangeduid als "overige niet-verzekeringsplichtige arbeid". Als voorbeelden worden genoemd werkzaamheden als freelance docent of journalist of als vertaler die af en toe een boek vertaalt, en "af en toe werken als freelancer of voornamelijk voor één klant freelanceopdrachten doen"; het woord "freelance" is niet doorslaggevend, soms wordt de term ook gebruikt bij ondernemers. Anders dan bij de bovengenoemde regeling ("blijvend gekort") geldt hier het eerste halfjaar de regeling "wisselend gekort": het aantal uren werkloosheid in een week (en daarmee het aantal uren waarover men uitkering ontvangt) kan hoger zijn dan in de week daarvoor. Als een WW-gerechtigde langer dan zes maanden "overige niet-verzekeringsplichtige arbeid" verricht wordt de WW-uitkering echter blijvend beëindigd voor het aantal uren waarop hij die werkzaamheden verricht, en dan niet "blijvend totdat helemaal met de arbeid wordt gestopt", zoals bij ondernemers (binnen grenzen), maar helemaal definitief.
Voor zover bekend zijn de methodieken "blijvend gekort" en "wisselend gekort" niet te destilleren uit de wet.

#### Re-integratie
De Wet van 21 mei 2012 tot wijziging van de Wet structuur uitvoeringsorganisatie werk en inkomen in verband met aanpassing van de dienstverlening van het Uitvoeringsinstituut werknemersverzekeringen aan werkgevers en werkzoekenden en de opheffing van de Raad voor werk en inkomen als publiekrechtelijke rechtspersoon met een wettelijke taak en van de Werkloosheidswet en enige andere wetten in verband met de beëindiging van de inzet van het re-integratiebudget Werkloosheidswet en van loonkostensubsidies  regelt onder meer de afschaffing van het re-integratiebudget voor de WW.
In december 2012 kondigde de regering aan het re-integratiebudget WW tijdelijk te zullen herintroduceren voor 55-plussers. Het UWV kan dan bijvoorbeeld de benodigde omscholing of een te behalen certificaat betalen. Ook zal het kabinet de re-integratie van ouderen door middel van netwerkgroepen intensiveren. Bij een netwerkgroep gaan oudere werklozen samen en elkaar helpend, op zoek gaan naar werk waarbij ze van elkaars netwerken gebruikmaken. Bovendien wil het kabinet oudere werklozen en werkgevers met vacatures direct met elkaar in contact brengen op zogenoemde inspiratiedagen.

### WW voor specifieke groepen

#### Overneming van uit de dienstbetrekking voortvloeiende verplichtingen bij onmacht van de werkgever te betalen
Hoofdstuk IV van de Werkloosheidwet, getiteld Overneming van uit de dienstbetrekking voortvloeiende verplichtingen bij onmacht van de werkgever te betalen, bepaalt onder meer dat het UWV bij onmacht van de werkgever te betalen, het loon betaalt over ten hoogste de voor de werknemer geldende opzeggingstermijn, maar maximaal 6 weken, tegen een vordering van het UWV op de werkgever, of bij faillissement op de boedel. Zie ook de gevolgen van een faillissement voor werknemers.

#### Overheid en onderwijs
Ook personeel in de sectoren overheid en onderwijs (O & O) is verzekerd volgens de Werkloosheidswet. Een verschil is dat de betreffende werkgevers eigenrisicodrager zijn, dat wil zeggen ze betalen geen premie en de UWV betaalt weliswaar de uitkeringen aan een gewezen personeelslid, maar verhaalt deze op de betreffende werkgever (artikel 79). In verband hiermee is de betreffende werkgever ook verantwoordelijk voor de re-integratie van de werkloze werknemer (artikel 72a).
In de sector primair onderwijs worden de uitkeringslasten verevend via het zelfstandig bestuursorgaan Participatiefonds. Er zijn plannen om dit in zijn huidige vorm af te schaffen.
Bij het voortgezet onderwijs vindt sinds 2007 geen verevening meer plaats via het Participatiefonds. In plaats daarvan is er nu een systeem waarbij 75 procent binnen de sector wordt verevend en 25 procent door de werkgever wordt betaald.

#### Politieke ambtsdragers
Voor politieke ambtsdragers is er een aparte werkloosheidsregeling, die onderdeel is van de Algemene pensioenwet politieke ambtsdragers: de Appa-uitkering.

## Bovenwettelijke uitkeringen aanvullend op WW

### PAWW
Per cao kan er in aanvulling op de WW een aansluitende werkloosheidsregeling (PAWW) zijn, waardoor afhankelijk van de cao en bijvoorbeeld diensttijd en leeftijd de maximale totale uitkeringsduur langer kan zijn dan volgens de WW. In veel gevallen zal de maximale totale duur niet langer worden dan 38 maanden. Zulke afspraken worden in beginsel algemeen verbindend verklaard. De regering handhaaft wel het uniforme loonbegrip. Dit betekent dat als de werkgever wil meebetalen aan de premie voor de aanvulling op de WW, hij het loon moet verhogen, zodat de grondslag voor alle loonheffingen hoger wordt, en dat de werknemer dus uit het al of niet hierdoor verhoogde resterende loon de premie zal moeten betalen.

### Bovenwettelijke uitkeringen bij overheid en onderwijs
Sommige werkgevers bieden de werkloze werknemer ook een bovenwettelijke uitkering (BW-uitkering, BWU, soms ook "bovenwettelijke WW", afgekort BWWW, genoemd), die veelal bestaat uit twee onderdelen: de aanvullende uitkering (AVU, boven op het bedrag van de WW) en de aansluitende uitkering (ASU, zodat bij elkaar de uitkering een langere duur heeft dan alleen WW). Dit geldt onder meer in de sectoren overheid en onderwijs. De details verschillen per deelsector. Zo zijn er:
- Besluit bovenwettelijke uitkeringen bij werkloosheid voor de sector Rijk (BBUW-Rijk), alleen voor personeel in vaste dienst,[30][31] verving per 1 januari 2001 samen met de WW het Rijkswachtgeldbesluit 1959
- Besluit bovenwettelijke uitkeringen bij werkloosheid van rechterlijke ambtenaren
- Besluit bovenwettelijke uitkeringen bij werkloosheid voor de sector Defensie
- Besluit bovenwettelijke werkloosheidsuitkering politie

De, qua omvang, grootste bovenwettelijk werkloosheidsregelingen zijn van toepassing in de onderwijssectoren, maar wegens decentralisatie van arbeidsvoorwaarden niet in de vorm van een koninklijk besluit, maar als onderdeel van de cao:
- Werkloosheidsregeling onderwijspersoneel primair onderwijs (WOPO). In verband met de volledige decentralisatie van de arbeidsvoorwaarden in het primair onderwijs per 1 januari 2014 staat de regeling als bijlage in de cao.[32] Het is een technisch aangepaste versie voor nieuwe gevallen van het voormalige Besluit bovenwettelijke werkloosheidsregeling voor onderwijspersoneel primair onderwijs (BBWO).[33][34] Dat verving per 1 januari 2001 voor nieuwe gevallen samen met de WW het BWOO, voor de sectoren waarvoor het BWOO nog gold (niet de sectoren HBO en WO, zie onder). Bij het PO was OCW de opdrachtgever voor de uitvoering. Bij het BBWO hoorde het Mandaatbesluit Loyalis, waarbij de Minister van Onderwijs, Cultuur en Wetenschappen aan Loyalis Contractmanagement BV het mandaat verleende om namens hem besluiten te nemen ter uitvoering van de BBWO.

Vanaf 1 januari 2011 is WWplus (voorheen KPS) de uitvoerder van BBWO/WOPO/BWOO en heeft de Minister van OCW aan WWplus het mandaat gegeven om deze regelingen voor de hele sector Primair Onderwijs uit te voeren. Door de decentralisatie van de arbeidsvoorwaarden is het opdrachtgeverschap aan WWplus per 1 januari 2014 overgegaan van het Ministerie van OCW naar de PO-raad. Door de decentralisatie is ook de wijze van mandatering aangepast. Vanaf 2014 hebben alle 1.169 besturen in het primair onderwijs mandaat dan wel volmacht aan WWplus gegeven voor de uitvoering van de bovenwettelijke cao-regelingen.
- Verder was er nog het Besluit van de Minister van Onderwijs, Cultuur en Wetenschappen tot verlening van mandaat ter uitvoering van diverse werkloosheidsregelingen dat een mandaat verleende aan UWV. Het Besluit Werkloosheid onderwijs- en onderzoekpersoneel (BWOO) verving per 1 maart 1994 voor de sectoren onderwijs en onderzoek het Rijkswachtgeldbesluit 1959 en de Uitkeringsregeling 1966; het BWOO gold ook voor oude gevallen, maar wel met een overgangsregeling. Het BBWO en BWOO blijven voor de duur van de uitkering van toepassing op oude gevallen. De aanspraken uit deze regelingen gelden nu jegens het bevoegd gezag van de school of diens rechtsopvolger.[35]
- Werkloosheidsregeling onderwijspersoneel voortgezet onderwijs (Wovo), verving per 1 juli 2007 voor de sector VO het BBWO; per 1 januari 2011 is de VO-raad opdrachtgever voor de uitvoering; de Wovo is bijlage 11  cao vo 2011-2012.[36]
- Bovenwettelijke Werkloosheidsregeling Beroepsonderwijs en Volwasseneneducatie (BWBV), verving per 1 juli 2003 voor de sector BVE/MBO het BBWO.
- Bovenwettelijke Werkloosheidsregeling Hoger Beroepsonderwijs (BWRHBO), verving per 1 januari 2001 samen met de WW de  Werkloosheidsregeling Hoger Beroepsonderwijs (WRHBO), die per 17 december 1999 voor de hogescholen het BWOO verving.
- Bovenwettelijke Werkloosheidsregeling Nederlandse Universiteiten (BWNU),[37] verving per 1 januari 2001 samen met de WW de Werkloosheidsregeling Nederlandse universiteiten (WNU), die in december 1999 voor de universiteiten het BWOO verving.
- Bovenwettelijke Werkloosheidsregeling Universitair Medische Centra (BWUMC), verving per 1 oktober 2006 de Regeling Bovenwettelijke Werkloosheidsuitkering Academische Ziekenhuizen (RBWAZ).
- Bovenwettelijke regeling Werkloosheid personeel Onderzoek Instellingen (B-WOI).

Regelingen die niet meer open staan voor nieuwe gevallen, maar nog niet ingetrokken zijn omdat ze voor sommige gevallen nog lopen, nog kunnen herleven, of nog afgewikkeld moeten worden:
- Rijkswachtgeldbesluit 1959
- Uitkeringsregeling 1966
- Regeling wachtgeld en uitkering bij privatisering

Soms wordt ook weleens de term naastwettelijke regeling gebruikt. Het onderscheid kan daarbij zijn dat de WW op de uitkering gekort wordt, terwijl bij een regeling voor een bovenwettelijke uitkering de aanvullende uitkering boven op de WW komt. Dit is slechts een kwestie van formulering: "de uitkering is X, de WW-uitkering wordt erop gekort" versus "de WW-uitkering wordt aangevuld tot X". In het eerste geval verstaat men onder "de hoogte van de uitkering" het totale bedrag dat de betrokkene krijgt (dus het bedrag vóór toepassing van de korting), in het tweede geval de hoogte van de aanvulling.
Eigenrisicodragerschap/verevening zijn hetzelfde als voor de WW (zie boven).

#### Decentrale overheden
Voor alle waterschappen geldt de Sectorale Arbeidsvoorwaardenregelingen Waterschapspersoneel (SAW).
Sommige andere decentrale overheden stellen elk hun eigen regeling vast. Op overheid.nl gepubliceerde regelingen van decentrale overheden voor bovenwettelijke werkloosheidsuitkeringen:
- Provincies:
  - Regeling aanvullende voorzieningen bij werkloosheid (provincie Friesland)[38]
  - Regeling aanvullende voorzieningen bij werkloosheid (provincie Gelderland)[39]
  - Regeling aanvullende voorzieningen bij werkloosheid (provincie Zeeland)[40]
- Gemeenten:
  - Arbeidsvoorwaardenregeling gemeente Groningen: 10a. Bovenwettelijke werkloosheidsuitkering[41]
  - Verordening voorzieningen bij werkloosheid (gemeente Rotterdam)[42]

Voor gemeenten is er de CAR-UWO, met o.a.:
- hoofdstuk 10: Wachtgeld - niet van toepassing op de ambtenaar die is ontslagen met ingang van 1 januari 2001 of later
- hoofdstuk 10a: Bovenwettelijke werkloosheidsuitkering - niet van toepassing op de ambtenaar die op of na 1 juli 2008 is ontslagen
- hoofdstuk 10d: Voorzieningen bij werkloosheid
- hoofdstuk 11: Uitkeringsregeling ontslag - niet van toepassing op de ambtenaar of arbeidscontractant die ontslagen is met ingang van 1 januari 2001 of later

De uitwerking in CAR-UWO-artikelen heeft lokaal pas rechtskracht als het college van B&W deze heeft overgenomen in de plaatselijke arbeidsvoorwaardenregeling.

#### Uitvoering
UWV voert, zoals voorgeschreven in de Wet structuur uitvoeringsorganisatie werk en inkomen (SUWI) (Structuur Werk en Inkomen), sinds 1 april 2007 geen bovenwettelijke, naastwettelijke en suppletieregelingen meer uit.
De meeste overheidswerkgevers besteden de uitvoering uit. Bij een grote opdracht is aanbesteding vereist.
Het Rijk, de waterschappen en provincies, het hoger beroepsonderwijs (HBO) en de academisch medische centra (NFU) hebben de uitvoering van de bovenwettelijke WW en de suppletieregelingen per 1 april 2007 uitbesteed aan APG (voorheen Loyalis Maatwerk Administraties). In 2010 won APG een nieuwe aanbesteding die betrof:
- de uitvoering van de wachtgeldregelingen sector Rijk, uitvoering bovenwettelijke WW en suppletieregeling voor de sector Rijk en uitkeringen op grond van art. 99 ARAR.
- de uitvoering van de pensioenregeling op grond van de Algemene pensioenwet politieke ambtsdragers, en de uitvoering van de bovenwettelijke WW sector Rijk voor burgemeesters van herindelingsgemeenten waarvan de uitkering ten laste komt van het Rijk

De grootste opdrachten in de uitvoering van de Bovenwettelijke WW-regelingen worden uitgevoerd door WWplus (voorheen KMS). Deze opdrachten zijn door de diverse opdrachtgevers aanbesteed door middel van een aanbesteding en gewonnen door WWplus. WWplus voert deze cao-regelingen uit voor de volgende opdrachtgevers:
- Ministerie van Defensie.[47] Wachtgeldregelingen (opdracht vanaf 2006) en Bovenwettelijke WW-regelingen voor de sector Defensie (vanaf 2011)
- Ministerie van OCW/ PO raad. Wachtgeldregelingen (vanaf 2006) en Bovenwettelijke WW-regelingen (vanaf 2011) voor alle 1.169 werkgevers in de sector Primair Onderwijs
- VO-raad. Wachtgeldregelingen (vanaf 2006) en Bovenwettelijke WW-regelingen (vanaf 2011) voor alle 334 werkgevers in de sector Voortgezet Onderwijs
- 69 Onderwijsinstellingen in de MBO-sector, leden van de MBO Raad. Wachtgeld en Bovenwettelijke WW-regelingen (vanaf 2013), voor alle werkgevers in de sector Middelbaar Beroepsonderwijs en Volwasseneneducatie
- Energiebedrijven, Kabel & Telecombedrijven, Afval & Milieubedrijven en Waterbedrijven, leden van WENb en WWb (vanaf 2014)
- Sociale Verzekeringsbank (vanaf 2006)
- Politieacademie (vanaf 2013)
- Diverse gemeenten en kunstinstellingen (vanaf 2006)

De onderzoeksinstellingen (WVOI) en de universiteiten (VSNU) hebben voor de uitvoering van de bovenwettelijke WW en de suppletieregelingen gekozen voor Raet.
Het Centraal Orgaan opvang asielzoekers (COA) heeft de uitvoering van de wachtgeldregeling gegund aan Driessen HRM Payroll.

#### Aanpassing van de bovenwettelijke regelingen aan de verhoging van de AOW-leeftijd
Het Tweede Aanpassingsbesluit inzake verhoging AOW-leeftijd wijzigt een aantal besluiten in verband met de verhoging van de AOW-leeftijd. De regering heeft verklaard "De regering draagt er zorg voor dat alle publiekrechtelijke uitkeringen doorlopen tot de nieuwe AOW-leeftijd." Tot nu toe is echter geen enkel van de bovenstaande besluiten gewijzigd. Ook cao's worden vaak niet speciaal hiervoor gewijzigd, de aanpassing wordt eventueel meegenomen bij een nieuwe cao.
Per 1 april 2012 is in artikel 10:8 van de CAR-UWO de einddatum van de daar behandelde "bijzondere verlenging" gewijzigd: het was de eerste dag van de maand waarin de betrokkene 65 wordt, en is geworden de AOW-leeftijd. Dienovereenkomstig is bijvoorbeeld in de Nieuwe Rechtspositieregeling Gemeente Amsterdam (NRGA) in Bijlage O, Hoofdstuk I (Wachtgeldverordening) art. 22a gewijzigd, alleen wordt hier de term "bijzonder wachtgeld" gebruikt.
Per 1 april 2012 is in artikel 10a:16 van de CAR-UWO de einddatum van de daar behandelde aansluitende uitkering gewijzigd als boven.
Artikel 10d:18 van de CAR-UWO bepaalt dat de na-wettelijke uitkering eindigt op de eerste dag van de maand volgend op die waarin de ambtenaar de leeftijd van 62 jaar en 9 maanden bereikt heeft. Dit was dus toch al eerder dan de AOW-leeftijd.
Artikel 11:27 van de CAR-UWO bepaalt dat het recht op de daar behandelde uitkering eindigt met ingang van de eerste dag van de kalendermaand volgende op die waarin de betrokkene de leeftijd van 65 jaar heeft bereikt. Bij de wijziging van de AOW-ingangsdatum per 1 april 2012 was wijziging van dit artikel dus niet direct aan de orde. Dit betekent wel dat anders dan bij de genoemde artikelen 10:8 en 10a:16 de in dit artikel genoemde einddatum bij de verdere verhogingen van de AOW-leeftijd niet meeschuift, tenzij het alsnog wordt gewijzigd.
Artikel 2 van het Besluit bovenwettelijke uitkeringen bij werkloosheid voor de sector Rijk bepaalt dat de daar behandelde verlenging duurt tot de eerste dag van de kalendermaand waarin de leeftijd van 65 jaar wordt bereikt. Het is dus niet aangepast in verband met de wijziging in de ingangsdatum van de AOW per 1 april 2012, en ook (nog) niet in verband met de wijzigingen vanaf 2013.
Het Besluit van 11 september 2014, houdende wijziging van het Algemeen Rijksambtenarenreglement, het Ambtenarenreglement Staten-Generaal, het Reglement Dienst Buitenlandse Zaken, het Besluit bovenwettelijke uitkeringen bij werkloosheid voor de sector Rijk en het Rijkswachtgeldbesluit 1959 in verband met de verhoging van de AOW-leeftijd heeft onder meer het Besluit bovenwettelijke uitkeringen bij werkloosheid voor de sector Rijk aangepast in verband met de verhoging van de AOW-leeftijd. In het Besluit is "65 jaar" vervangen door AOW-leeftijd. De bepaling waarin geregeld is dat de duur van de uitkering wordt verlengd tot de eerste dag van de maand waarin betrokkene de leeftijd van 65 jaar bereikt als hij ten tijde van het ontslag 57 jaar of ouder is en een voor pensioen geldige diensttijd heeft van ten minste tien jaar, is zodanig gewijzigd dat de duur van de uitkering wordt verlengd tot de voor betrokkene geldende AOW-leeftijd als betrokkene ten tijde van ontslag een voor pensioen geldige diensttijd heeft van ten minste 10 jaar en maximaal 8 jaar verwijderd is van de voor hem geldende AOW-leeftijd.
Het BWNU 2013 bepaalt dat een uitkering in ieder geval stopt bij de AOW-leeftijd (in plaats van de 65-jarige leeftijd), maar in de regeling dat bij voldoende leeftijd bij ontslag en voldoende diensttijd de aansluitende uitkering kan duren tot de 65-jarige leeftijd is dit nog niet veranderd in AOW-leeftijd. Volgens het onderhandelaarsakkoord van december 2012 geldt vanaf 1 januari 2014 een "modernisering BWNU", die de regeling deels versobert, maar wel de nog resterende grens "65-jarige leeftijd" verandert in "AOW-leeftijd". Cao-partijen streefden ernaar de BWNU-2014 voor de zomer van 2013 vast te stellen.
Bij de behandeling van de overbruggingsregeling AOW stelde de regering "Er is ook een groep mensen die niet is meegenomen in deze regeling. Het betreft hier mensen met een bovenwettelijk wachtgeldregeling die boven op een WW-uitkering of in vervolg op een WW-uitkering wordt verstrekt. De positie van mensen met een dergelijke bovenwettelijke wachtgeldregeling is vergelijkbaar met die van andere werklozen met een WW-uitkering waarvan de WW-uitkering doorloopt tot de AOW-leeftijd of die in vervolg op hun WW-uitkering een IOW of IOAW-uitkering ontvangen.", maar dit wordt niet toegelicht.

### Wet normering topinkomens
De Wet normering topinkomens bepaalt onder meer dat topfunctionarissen in de publieke en semipublieke sector met hun werkgever geen uitkeringen wegens beëindiging van het dienstverband mogen overeenkomen die gezamenlijk meer bedragen dan  bepaalde maxima: het totaal mag niet meer zijn één jaarsalaris, en bovendien niet meer dan de deeltijdfactor maal € 75.000. Daarbij worden niet meegerekend de uitkeringen op basis van de Werkloosheidswet of een ander wettelijk voorschrift, en ook niet uitkeringen die voortvloeien uit een algemeen verbindend verklaarde collectieve arbeidsovereenkomst. Onder ‘uitkering wegens beëindiging van het dienstverband’ valt niet de bovenwettelijke uitkering maar misschien wel de afkoop daarvan. In antwoord op een vraag heeft de regering bijvoorbeeld toegelicht dat een topfunctionaris in het onderwijs wel aanspraak kan maken op de in de toepasselijke cao opgenomen zogenoemde "bovenwettelijke WW". Deze valt volgens de regering buiten de definitie van "uitkeringen wegens beëindiging van het dienstverband" (artikel 1.1, onderdeel i, van de wet), waarin staat "uitkering bij beëindiging van het dienstverband of beloning betaalbaar op termijn die betrekking heeft op de beëindiging van het dienstverband".

## Internationale vergelijking
In vergelijking met andere Europese landen staat Nederland met een maximale termijn van 38 maanden werkloosheidsuitkering op een tweede plaats, samen met Portugal. Alleen België kent geen limiet en heeft daarmee de toppositie. Frankrijk en IJsland komen met 36 maanden uitkering dicht bij de Nederlandse situatie. Duitsland, Denemarken, Noorwegen en Spanje hanteren een maximum van twee jaar. Zwitserland (520 dagen), Finland (500 dagen), Zweden (450 dagen), Oostenrijk (1 jaar) en Italië (360 dagen) zijn nog strenger. In het Verenigd Koninkrijk geldt een maximum van 182 dagen.
De WW-uitkering bedraagt in Nederland 75% van het laatstverdiende loon voor de eerste twee maanden en 70% voor alle maanden daarna. Het absolute plafond in Nederland bedraagt 3.128 euro bruto per maand voor de eerste twee maanden en 2.920 euro voor de maanden daarna. Met deze hoge uitkering staat Nederland aan de top met Luxemburg, Portugal en Frankrijk.
De termijn van de werkloosheidsuitkering is gerelateerd aan het arbeidsverleden. Om een uitkering gedurende 38 maanden te verkrijgen moet de uitkeringsgerechtigde zo’n 38 jaren gewerkt hebben. Hoeveel Nederlandse uitkeringsgerechtigden dit maximum halen is niet terug te vinden in de statistieken. Uit cijfers van het Centraal Bureau voor de Statistiek blijkt wel dat 28% van alle WW’ers in 2010 een uitkering van meer dan 12 maanden ontving.
Door de gevolgde systematiek en het zeer lage werkloosheidspercentage in vergelijking tot de rest van de Europese Unie, vallen de totale kosten van de WW in Nederland internationaal gezien mee. In de Miljoenennota 2012 zullen deze 4,6 miljard euro bedragen waarmee Nederland qua uitgaven per inwoner in 2009 op de tiende plaats van de 27 EU-landen komt.